# Mohinder Singh Gill
Mohinder Singh Gill (né le 12 avril 1947) est un athlète indien, spécialiste du triple saut.

## Biographie
Il remporte la médaille d'or du triple saut lors des Jeux asiatiques de 1970 et des championnats d'Asie de 1973.

### Palmarès
| Date | Compétition          | Lieu         | Résultat | Épreuve     | Performance |
| ---- | -------------------- | ------------ | -------- | ----------- | ----------- |
| 1970 | Jeux du Commonwealth | Édimbourg    | 3e       | Triple saut | 15,90 m     |
| 1970 | Jeux asiatiques      | Bangkok      | 1er      | Triple saut | 16,11 m     |
| 1973 | Championnats d'Asie  | Manille      | 1er      | Triple saut | 15,96 m     |
| 1974 | Jeux asiatiques      | Téhéran      | 2e       | Triple saut | 16,25 m     |
| 1974 | Jeux du Commonwealth | Christchurch | 2e       | Triple saut | 16,44 m     |

### Records
| Épreuve     | Performance | Lieu   | Date       |
| ----------- | ----------- | ------ | ---------- |
| Triple saut | 16,79 m     | Fresno | 8 mai 1971 |